# Haploniscus kensleyi
Haploniscus kensleyi är en kräftdjursart som beskrevs av George 2004. Haploniscus kensleyi ingår i släktet Haploniscus och familjen Haploniscidae. Inga underarter finns listade i Catalogue of Life.